# Zwarte oropendola
De zwarte oropendola (Psarocolius guatimozinus) is een zangvogel uit de familie Icteridae (troepialen).

## Verspreiding en leefgebied
Deze soort komt voor in de vochtige laaglanden van oostelijk Panama en noordelijk Colombia.